# 甲背
甲背（こうはい）は、百済や任那における称号。
『日本書紀』の顕宗天皇条に「那奇他甲背」、継体天皇条に「前部木刕不麻甲背」、欽明天皇条に「城方甲背昧奴」等の使用例がある。